# Theodor Gottlieb von Hippel Starszy
Theodor Gottlieb von Hippel (ur. 31 stycznia 1741 w Gierdawach, zm. 23 kwietnia 1796 w Królewcu) – pruski urzędnik państwowy i pisarz epoki późnego Oświecenia. Twórca powieści wzorowanych na dziełach Laurence`a Sterne`a. Autor traktatów moralnych i politycznych, w których objawił się m.in. jako pionierski propagator idei emancypacji kobiet. Jedna z głównych postaci reprezentujących w Królewcu środowisko naukowo-artystyczne skupione wokół Immanuela Kanta – wykładowcy tamtejszego Uniwersytetu Albertyna.

## Życiorys

### Podstawowe informacje biograficzne
Hippel urodził się w Gierdawach (niem. Gerdauen, obecnie Żeleznodorożnyj w obwodzie królewieckim) na terenach należących wówczas do nowo utworzonego Królestwa Pruskiego. Był synem rektora tamtejszej szkoły (a nie pastora, jak sam utrzymywał) Melchiora Hippela (1693-1762) i Eleonory Thimm (1707-1776). Jego brat Gotthard Friedrich Hippel (1743-1809), pastor w miejscowości Arnau pod Królewcem, był ojcem Theodora Gottlieba von Hippela (1775-1843), często mylonego ze stryjem z powodu zbieżności imion, urzędnika administracji pruskiej w Kwidzynie, Opolu i Bydgoszczy, autora słynnej odezwy wydanej we Wrocławiu w okresie wojen napoleońskich w imieniu króla Fryderyka Wilhelma III An mein Volk.
W roku 1756, w wieku 15 lat, Hippel został immatrykulowany na Uniwersytecie Albertyna w Królewcu, gdzie w semestrze zimowym rozpoczął studia teologiczne. W tym okresie był też słuchaczem wykładów z matematyki i filozofii (od roku 1758 metafizyki u magistra Kanta).
W roku 1761, podczas rosyjskiej okupacji Królewca (1758-1762), Hippel udał się do Petersburga wraz ze swym młodzieńczym przyjacielem, którym był Holender Hendrik van Keyser, w celu złożenia trybutu carycy Elżbiecie (1709-1762) od władz okupowanej prowincji. Podróż do Rosji wywarła ogromne wrażenie na Hippelu. Po powrocie do Królewca (marzec 1761) zadecydował o zmianie kierunku studiów z teologicznych na prawnicze, które skończył w roku 1764 i podjął nieudane starania o posadę adwokata przy Trybunale Dworskim (Hofgerichtsadvokatur). W okresie studiów podjął pierwsze próby twórczości literackiej, a także angażował się intensywnie w działalność w królewieckiej loży wolnomularskiej Zu den drei Kronen, której był głównym mówcą.
W okresie późniejszym, w czasie sprawowania wysokich funkcji w urzędach państwowych i miejskich, Hippel odbywał drugą dużą podróż swojego życia, tym razem do Berlina, Poczdamu i Saksonii (1781).

### Działalność w pruskiej administracji państwowej
W roku 1765 młody prawnik zaprzysiężony został jako sędzia przy Trybunale Miejskim (Stadtgericht) w Królewcu. Następnymi etapami kariery były stanowiska adwokata przy Trybunale Dworskim (1771) i radcy kryminalnego (1773). Błyskotliwe awanse w jurysdykcji zwieńczyło w roku 1780 stanowisko sędziego Dworskiego Trybunału Kryminalnego (Hofalsrichter und Kriminaldirektor). W tym samym roku Hippel mianowany został burmistrzem Królewca przez króla Fryderyka II, a w roku 1786, już przez króla Fryderyka Wilhelma II, prezydentem tego miasta oraz otrzymał tytuł tajnego radcy. Równolegle z działalnością w organach sądowniczych i w urzędach municypalnych Hippel sprawował też misję komisarza odpowiedzialnego za wprowadzenie nowej administracji na terenach przyłączonych do Prus w wyniku rozbiorów Polski: w roku 1772 w ziemi malborskiej, a na przełomie lat 1793/1794 w Gdańsku Wrzeszczu.
Z jego polecenia nakazano zainstalowanie na zamku królewieckim absolutnej nowinki technicznej owych czasów, jaką był piorunochron. Za jego sprawą zreformowano funkcjonowanie takich służb miejskich jak straż pożarna oraz policja.
W latach osiemdziesiątych XVIII wieku Hippel był aktywnym członkiem wschodniopruskiej komisji, powołanej do wypracowania nowoczesnego kodeksu prawnego, który wszedł w życie w roku 1794 jako Allgemeines Landrecht für die Preußischen Staaten (Powszechne Pruskie Prawo Krajowe).
Pochowany na "cmentarzu uczonych" Neurossgarten.

## Krąg przyjaciół w Królewcu
Do grona przyjaciół Hippela należała elita ówczesnego życia duchowego Królewca. Najsłynniejszą postacią związaną z Hippelem był niewątpliwie Immanuel Kant, który zwykł nazywać sprawnego zarządcę grodu Plan- und Centralkopf. Burmistrza i literata w jednej osobie łączyły z filozofem zażyłe stosunki. Ślady tych kontaktów widoczne są w korespondencji Kanta, a spotkania w jego domu, tzw. Tischgesellschaften, w których uczestniczył również Hippel i inni notable grodu nad Pregołą uwiecznione zostały na obrazie Emila Dörstlinga „Kant und seine Tischgenossen”.
Osobą, której najściślejsze więzy przyjaźni towarzyszyły Hippelowi niemal przez całe życie, był Johann George Scheffner (1743-1820). Scheffner był wysokim urzędnikiem władz pruskich w Królewcu, Gąbinie i Kwidzynie. Podobnie jak Hippel działalność administracyjną dzielił z aktywnością literacką. Był autorem zbioru erotyków „Gedichte im Geschmack des Grécourt” wydanych po raz pierwszy w roku 1771. Pozostawił również tom wspomnień „Mein Leben, wie ich es selbst beschrieben” (1821) będących cennym źródłem wiedzy o Królewcu przełomu osiemnastego i dziewiętnastego wieku. To jemu Hippel zadedykował swe główne dzieło „Lebensläufe nach auftsteigender Linie nebst Beilagen A, B, C”. Wieloletnia przyjaźń została jednak zerwana wskutek nielojalności Scheffnera, który zdradził pilnie strzeżoną przez Hippela tajemnicę anonimowości swego pisarstwa.
Wśród oddanych towarzyszy Hippela byli też: Johann Georg Hamann (1730-1788) zwany Magiem z Północy, wysocy urzędnicy tacy jak Christian Gottlieb Arndt (1743-1829), Christian Friedrich Jensch (1744-1802), Karl Gottlieb Bock (1746-1829) i Christian Wilhelm Deutsch (1743-1816), profesorowie Uniwersytetu z ekonomistą Christianem Jacobem Krausem (1753-1807) na czele, biskup Ludwig Ernest Borowski (1740-1831) oraz miejscowi poeci Johann Gotthelf Lindner (1729-1776) i Johann Friedrich Lauson (1727-1783).

## Główne dokonania literackie
Do juweniliów Hippela należy liryka okolicznościowa oraz próby dramaturgiczne. Jednak niepowodzenie wczesnych sztuk oraz krytyczne uwagi Lessinga dotyczące komedii Der Mann nach der Uhr zamieszczone w Hamburgische Dramaturgie skłoniły młodego autora do publikowania utworów bez podawania swego nazwiska. Największy rozgłos u współczesnych uzyskała tetralogia Lebensläufe nach aufsteigender Linie nebst Beilagen A, B, C (1778-1781). Jest to powieść z gatunku Bildungsroman ukazująca dojrzewanie duchowe głównego protagonisty Alexandra.

### O poprawie obywatelskiego stanu kobiet (1792)
Inne stricte beletrystyczne utwory Hippela nie osiągnęły rangi powieści „Lebensläufe […]”. Jednakże dwa traktaty popularnonaukowe: „Über die Ehe” (1774, wyd. zm. 1775, 1791 i 1793) i przede wszystkim „Über die bürgerliche Verbesserung der Weiber” (1792) budziły wielkie zainteresowanie zarówno w momencie ukazania się, jak i w chwili obecnej. Powodem było rewolucyjne podejście autora do kwestii równouprawnienia kobiet. O ile w rozprawie „Über die Ehe” Hippel w dużej mierze pozostawał jeszcze zwolennikiem tradycyjnego modelu małżeństwa i jasnego podziału ról na męskie i żeńskie, o tyle w dziele „Über die bürgerliche Verbesserung der Weiber” opowiadał się za tym, by pozycja kobiety w społeczeństwie uległa znaczącej transformacji. Postulował, by „druga płeć” odzyskała swą godność poprzez wykorzystanie należnych jej praw i mogła przemówić wreszcie w społeczeństwie pełnym głosem. Swymi rozprawami Hippel wpisał się w żywy dyskurs wśród oświeconych, prowadzony w przededniu i w czasie rewolucyjnego wrzenia w Europie. Jego publikacja zainspirowana była m.in. książką Christiana Wilhelma Dohma (1751-1820) „Über die bürgerliche Verbesserung der Juden“ (1781) i zbiegła się w czasie z wydaniem epokowego manifestu Mary Wollstonecraft (1759-1797) Wołanie o prawa kobiety (1792).
Rozprawa Hippela poświęcona emancypacji doczekała się licznych analiz i krytycznych reedycji nie tylko w Niemczech, co spowodowało, że autor stał się jedną z ikon nowoczesnego ruchu na rzecz równouprawnienia kobiet.

## Utwory
- 1765 Der Mann nach der Uhr
- 1768 Die ungewöhnlichen Nebenbuhler
- 1769 Auf die Frage: Ist es rathsam, Missethäter durch Geistliche zum Tode vorbereiten und zur Hinrichtung begleiten zu lassen?
- 1772 Geistliche Lieder
- 1774 Über die Ehe (1775,1791,1793 – wyd. zmienione i rozszerzone)
- 1778-1781 Lebensläufe nach aufsteigender Linie nebst Beilagen A, B, C
- 1787 Bedencken über die Historisch-Kritische Beleuchtung der Frage: Hat die Preußische Ritterschaft das Recht ein beständiges Corps zu formiren, ihre immerwährende Deputirte zu halten, und durch solche über allgemeine Landessachen Berathschlagungen anzustellen, und worauf gründet sich dasselbe?
- 1790 Handzeichnungen nach der Natur
- 1790 Zimmermann der I. und Friedrich der II. von Johann Heinrich Quitenbaum, Bildschnitzer in Hannover, in ritterlicher Assistenz eines leipziger Magisters. London, gedruckt in der Einsamkeit
- 1791 Das Königsberger Stapelrecht. Eine Geschichts- und Rechtserzählung mit Urkunden
- 1792 Nachricht, die v. K...sche [=Kawatatschinska`sche] Untersuchung betreffend
- 1792 Über die Mittel gegen die Verletzung öffentlicher Anlagen und Zierrathen
- 1792 Über die bürgerliche Verbesserung der Weiber
- 1793-1794 Kreuz- und Querzüge des Ritters A bis Z
- 1801 Nachlaß über weibliche Bildung
- 1804 Über Gesetzgebung und Staatenwohl. Nachlaß
- 1828-1839 Hippel`s sämmtliche Werke. 14 Bde (Bd. 12 = Hippel`s Leben, Bd. 13-14 Briefe an Scheffner)

## Literatura
- Paul Peterken, Gesellschaftliche und fiktionale Identität. Eine Studie zu Theodor Gottlieb von Hippels Roman >Lebensläufe nach aufsteigender Linie nebst Beilagen A, B, C<, Hans-Dieter Heinz Akademischer Verlag, Stuttgart 1981
- Joseph Kohnen, Theodor Gottlieb von Hippel. Eine zentrale Persönlichkeit der Königsberger Geistesgeschichte. Biographie und Bibliographie, Verlag Nordostdeutsches Kulturwerk, Lüneburg 1987
- Anke Lindemann-Stark, Leben und Lebensläufe des Theodor Gottlieb von Hippel, Röhrig Universitätsverlag, St. Ingbert 2001
- Urte von Berg, Theodor Gottlieb von Hippel. Stadtpräsident und Schriftsteller in Königsberg, Wallstein Verlag, Göttingen 2004
- Jürgen Manthey, Königsberg. Geschichte einer Weltbürgerrepublik, Carl Hanser Verlag, München, Wien 2005
- Grzegorz Supady, Theodor Gottlieb von Hippel. Ekscentryczny literat z Królewca, Wydawnictwo Naukowe Semper, Warszawa 2013, ISBN 978-83-7507-225-9, format B5, 244 s., indeks osobowy